# Pierre Segretain
Pour les articles homonymes, voir Segretain.
 (avril 2024).
Si vous disposez d'ouvrages ou d'articles de référence ou si vous connaissez des sites web de qualité traitant du thème abordé ici, merci de compléter l'article en donnant les références utiles à sa vérifiabilité et en les liant à la section « Notes et références ».
Pierre Segretain est un militaire français, né à Saint-Mihiel dans la Meuse le 7 novembre 1909 et mort le 8 octobre 1950 lors des combats de la route coloniale 4. Il a servi dans la Légion étrangère durant la Seconde Guerre mondiale et la guerre d'Indochine.

## Origines familiales
Il est l'arrière-petit-fils de l'architecte niortais Pierre-Théophile Segretain. Il était marié à Marie-Élizabeth Rossignol, avec qui il a eu trois enfants : Philippe, Anne-Marie et Étienne.

## Carrière militaire

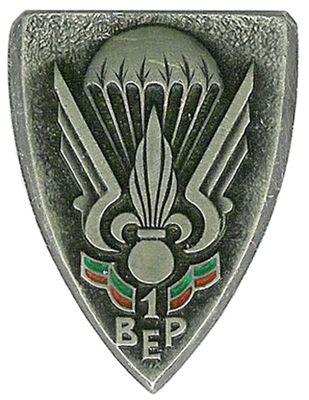
Insigne régimentaire du 1er BEP.

### Avant-guerre
Né dans une famille de tradition militaire (son père André était colonel, son grand-père Alexandre général de division du Génie), Pierre, Côme, André Segretain est d'abord élève à l'Institution Join-Lambert de Rouen (aujourd'hui Institution Jean-Paul II), puis passe deux ans de corniche au lycée Sainte Geneviève de Versailles avant d'intégrer l'École spéciale militaire de Saint-Cyr en 1930. Saint-Cyrien de la promotion Maréchal Joffre, il est affecté au 35e régiment d'infanterie à Belfort en tant que chef de section puis officier transmission. En mai 1936, il rejoint le 1er régiment étranger à Sidi-Bel-Abbès ; la Légion s'ouvre à lui. Il connaît alors les campagnes d'Algérie et du Maroc avec les 2e Étranger (1938) et 6e Étranger (1939).

### Seconde Guerre mondiale
Lorsque éclate la Seconde Guerre mondiale, le lieutenant Segretain appartient au groupement de Légion étrangère du Levant et se porte volontaire pour venir se battre en métropole. C'est avec le 20e régiment d’infanterie coloniale[réf. nécessaire], à Saint-Gervais dans l'Isère, qu'il connaît son baptême du feu. Sa bravoure et son efficacité sont alors un exemple et un soutien moral pour l'ensemble des troupes et lui vaudront sa première citation. Une période difficile commence alors pour le jeune capitaine Segretain, puisqu'en décembre 1940, il part pour Beyrouth rejoindre le 6e REI avec lequel il participe à la campagne de Syrie, où il combat les troupes britanniques et françaises libres.
Peu après le débarquement en Afrique du Nord en 1942, son régiment se range aux côtés des Alliés et entame la campagne de Tunisie contre l'Afrika Korps de Rommel. À Loukanda, il mène sa compagnie au combat face à un ennemi plus nombreux et mieux équipé. En juillet 1943, il participe à la création du régiment de marche de la Légion étrangère avec lequel il débarquera en Provence, délivrera la Franche-Comté et progressera jusqu'au Danube. Il est fait chevalier de l'ordre de la Légion d'honneur.

### Guerre d'Indochine
En 1945, il rejoint Coëtquidan, où, commandant d'unité, il est chargé de l'instruction des transmissions. La famille Segretain vit deux années de tranquillité. Après avoir passé son brevet parachutiste à Pau, le capitaine Segretain est affecté au 1er régiment de chasseurs parachutistes.
Officier de Légion formé aux évolutions de l'infanterie, il est le 1er chef du 1er bataillon étranger de parachutistes créé le 1er juillet 1948 à Khamisis. Le 12 novembre de la même année, c'est le départ pour l'Indochine. Secondé à la tête du BEP par le capitaine Jeanpierre, il mène plusieurs opérations dans le Tonkin.
Les 17 et 18 septembre 1950, le 1er BEP est parachuté sur Thất Khê pour renforcer la colonne partie de Lạng Sơn, sous les ordres du Lt-Col Lepage, dans le cadre de l'évacuation prévue de la garnison de Cao Bằng décidée par le haut-commandement, le long de la RC4 (Route coloniale n°4). Segrétain alerte le commandement sur les très fortes colonnes d'artillerie dont les hommes ont relevé la trace sur la frontière. Le BEP reçoit pour mission de reprendre la ville de Đông Khê, tout en assurant la liaison avec Thất Khê qui se situe à 20 kilomètres au Sud. Face à un ennemi bien supérieur en nombre, le bataillon doit bientôt faire mouvement vers la cuvette de Coc Xa ; assailli de toute part dans les calcaires et la végétation, le 1er BEP livre un des combats les plus sanglants de la guerre d'Indochine au cours duquel il sera décimé. Le chef de bataillon Segretain commande son unité jusqu'au bout de ses forces. Il tombe mortellement blessé dans la nuit du 7 au 8 octobre 1950, alors qu'avec les survivants il tentait de s'exfiltrer à travers les lignes ennemies pour gagner That Khe.
Aux abords de la RC4, au col de Lung Phaï, l'ennemi rendit les honneurs au chef de bataillon Segretain, à l'officier français, chef exemplaire et dévoué à la patrie.
La 193e promotion de l'École spéciale militaire de Saint-Cyr porte son nom : promotion Chef de Bataillon Segretain.

## Décorations
- Chevalier de la Légion d'honneur
- Croix de guerre 1939–1945
- Croix de guerre des Théâtres d'opérations extérieurs avec 3 palme
- Médaille commémorative de la Guerre 1939 1945 agrafes « Levant » « France » « Afrique ».
- Médaille commémorative de la campagne d’Indochine

Il est titulaire de 8 citations dont 4 à l'ordre de l'armée.